# Richard C. Lord
Richard Collins Lord (Louisville, 10 de outubro de 1910 – Milton (Massachusetts), 29 de abril de 1989) foi um químico estadunidense, conhecido por seu trabalho na área da espectroscopia.

## Carreira acadêmica
Obteve um Ph.D. em físico-química na Universidade Johns Hopkins em 1936. Passou dois anos, de 1936 a 1938, como fellow do National Research Council, primeiro na Universidade de Michigan e depois na Universidade de Copenhague, Dinamarca.
Em 1942 Lord começou a trabalhar no Instituto de Tecnologia de Massachusetts (MIT) quando o National Defense Research Committee o chamou para servir como assessor técnico e depois como vice-chefe da divisão de óptica do Comitê. Durante a Segunda Guerra Mundial ele esteve envolvido no desenvolvimento de mísseis guiados, bem como com aplicações militares de radiação infravermelha.
Em 1946 o MIT nomeou-o diretor do Laboratório de Espectroscopia e em 1954 professor de química. Em colaboração com George Russell Harrison e J.R. Loofbourow Lord publicou o texto amplamente usado Practical Spectroscopy em 1948.
Lord é considerado um pioneiro no uso de radiação infravermelha para o estudo da estrutura molecular; é amplamente reconhecido por desenvolvimentos na interpretação de espectros de infravermelho de moléculas em termos de seu movimento vibracional, e também para a compreensão da coesão de moléculas por meio de ligações de hidrogênio. Seus estudos sobre a espectroscopia Raman a laser de proteínas e ácidos nucleicos abriram um novo campo de pesquisa.

## Prêmios e posições não acadêmicas
Lord recebeu o President's Certificate of Merit em 1948 de Harry S. Truman por reconhecimento de seu trabalho durante a Segunda Guerra Mundial. De 1957 a 1961 foi membro e presidente da Commission of Molecular Spectroscopy da União Internacional de Química Pura e Aplicada (IUPAC), e durante 1964 foi presidente da Optical Society. Recebeu o Prêmio Ellis R. Lippincott de 1976.
Lord também serviu como consultor do Central Research Department da DuPont entre 1948 e 1980, e editor da área de óptica da McGraw-Hill Encyclopedia of Science & Technology. Foi fellow da Academia de Artes e Ciências dos Estados Unidos.
Morreu em 29 de abril de 1989.